# Turquie aux Jeux olympiques d'été de 1924

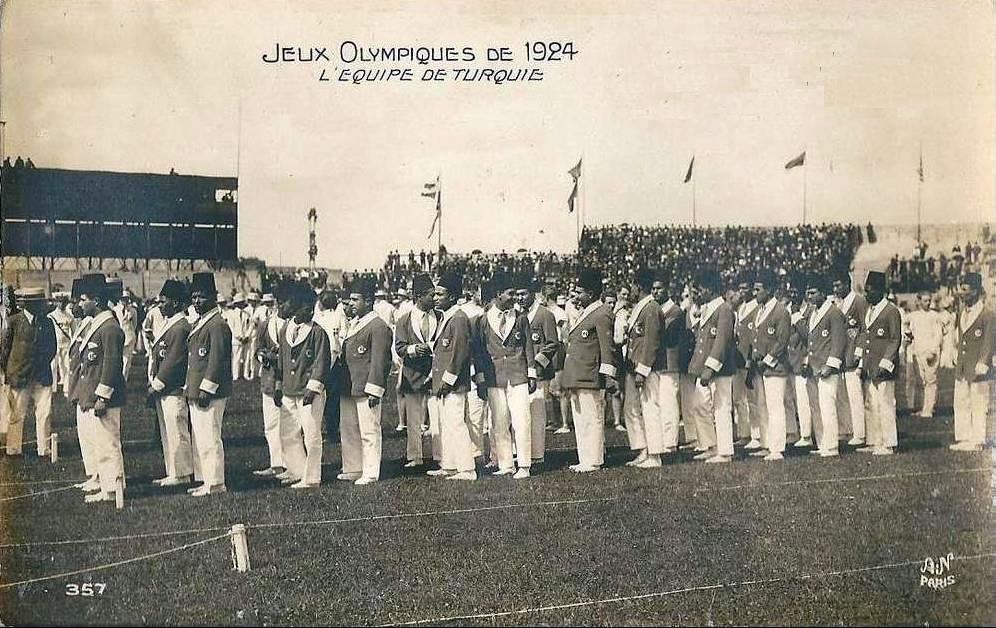
L'équipe de Turquie

La Turquie participe aux Jeux olympiques de 1924 à Paris au France. Il s'agit de sa troisième participation à des Jeux d'été, les deux premières ayant été sous la délégation de l'Empire ottoman.  
La délégation est composée de 22 sportifs avec une équipe de football.

## Résultats

### Athlétisme
Aucun athlète engagé n'a passé le stade des séries.
Şekip Engineri 	100 m 	Unknown 	6 	Did not advance
Rauf Hasağası
Hommes
| Athlète            | Épreuve | Séries   | Séries | Quarts de finale | Quarts de finale | Demi-finales | Demi-finales | Finale   | Finale  |
| Athlète            | Épreuve | Résultat | Rang   | Résultat         | Rang             | Résultat     | Rang         | Résultat | Rang    |
| ------------------ | ------- | -------- | ------ | ---------------- | ---------------- | ------------ | ------------ | -------- | ------- |
| Şekip Engineri     | 100 m   | n.c.     | 6      | Éliminé          | Éliminé          | Éliminé      | Éliminé      | Éliminé  | Éliminé |
| Rauf Hasağası      | 100 m   | n.c.     | 6      | Éliminé          | Éliminé          | Éliminé      | Éliminé      | Éliminé  | Éliminé |
| Mohamed Burhan     | 200 m   | n.c.     | 3      | Éliminé          | Éliminé          | Éliminé      | Éliminé      | Éliminé  | Éliminé |
| Ömer Besim Koşalay | 1500 m  | NC       | NC     | NC               | NC               | n.c.         | 8            | Éliminé  | Éliminé |

### Escrime
Fuat Balkan est engagé en sabre individuel mais totalise quatre défaite pour une victoire dans sa poule en quart-de-finale.

### Football
L'équipe de Turquie s'incline d'entrée face la Tchécoslovaquie.
| 1er tour          | Tchécoslovaquie                                      | 5 - 2 | Turquie       | Stade Bergeyre, Paris                            |                                                  |
| 25 mai 1924 15:30 | Sloup 21e · Sedláček 28e 37e · Novák 64e · Čapek 74e |       | 63e 82e Refet | Spectateurs : 5 000 Arbitrage : P. Chr. Andersen | Spectateurs : 5 000 Arbitrage : P. Chr. Andersen |
| 25 mai 1924 15:30 | (Rapport)                                            |       |               | Spectateurs : 5 000 Arbitrage : P. Chr. Andersen | Spectateurs : 5 000 Arbitrage : P. Chr. Andersen |

### Haltérophilie
| Athlète      | Catégorie       | Arraché à une main | Épaulé-jeté à une main | Presse militaire | Arraché | Épaulé-jeté | Total | Rang |
| ------------ | --------------- | ------------------ | ---------------------- | ---------------- | ------- | ----------- | ----- | ---- |
| Cemal Erçman | Plumes (-60 kg) | 50                 | 60                     | 80               | 65      | 90          | 345   | 14   |

### Lutte
Cinq lutteurs sont engagés en lutte gréco-romaine.
Quatre lutteurs sont éliminés après avoir perdu leurs deux premiers combats : Mazhar Çakin (coq, -58 kg), Fuat Akbaş (légers, -67.5 kg),  Dűrrũ Sade (moyens, - 75kg), Seyfi Berksoy (mi-lourds, -82.5 kg).
Seul Tayyar Yalaz (en) s'impose en catégorie poids moyens face à l'Espagnol Eladio Vidal et le Français Émile Clody ; il perd au troisième tour face au Finlandais Arthur Lindfors, futur médaille d'argent, et échoue à être repêché contre le Polonais Wacław Okulicz-Kozaryn.